# Russian Roulette (альбом)
Russian Roulette — сьомий студійний альбом німецького хеві-метал гурту Accept, що вийшов 1986 року. 

## Про альбом
Як і попередній альбом групи — Metal Heart, був записаний на Dierks-Studios, проте гурт вирішив продюсувати альбом самостійно і не залучати Дітера Діркса. Це останній альбом Accept з Удо Діркшнайдером до альбому возз'єднання 1993 року і виходу альбому Objection Overruled. В цьому альбомі гурт  повертається до темніших, важких звучань, що були властиві творчості гурту до випуску альбому Metal Heart, що мав комерційніше звучання. Вольф Гоффманн пояснив рішення гурту так:
|                  | Можливо, ми намагалися повернутися до нашого природного та не відшліфованого звучання із цим записом. Ми не дуже були задоволені чистим звучанням Metal Heart. |
| — Вольф Гоффманн | |

Петер Балтес пояснив назву альбому та обкладинку, як вираження сильної антивоєнної тематики, що об'єднує усі композиції, і показує війну як гру в російську рулетку:
|                | Це означає — ідіть і грайте в гру. Один помре точно |
| — Петер Балтес |                                                     |

Оновлене цифрове CD-видання включає концертні версії «Metal Heart» і «Screaming for a Love-Bite» як бонус-треки, взяті з мініальбому Kaizoku-Ban. Реліз 2014 року від британського лейблу звукозапису Hear No Evil Recordings включає концертні версії «Neon Nights», " Burning " і «Head Over Heels», взяті з концертного альбому Staying a Life 1990 року.
Спочатку альбом мав називатися War Games, однак у зв'язку з виходом однойменного фільму та диска групи Grave Digger назву альбому вирішено було змінити. Така ж назва була і у заголовної композиції альбому, це можна помітити з приспіву пісні.

У приспіві офіційного тексту пісні «Stand Tight» містяться слова «And assume the position», але вони не виконуються.

## Треклист
Усі тексти та музика написані Accept і Deaffy
| Перша сторона | Перша сторона             | Перша сторона |
| #             | Назва                     | Тривалість    |
| ------------- | ------------------------- | ------------- |
| 1.            | «T.V. War»                | 3:29          |
| 2.            | «Monsterman»              | 3:26          |
| 3.            | «Russian Roulette»        | 5:22          |
| 4.            | «It's Hard to Find a Way» | 4:19          |
| 5.            | «Aiming High»             | 4:24          |

| Друга сторона | Друга сторона           | Друга сторона |
| #             | Назва                   | Тривалість    |
| ------------- | ----------------------- | ------------- |
| 6.            | «Heaven Is Hell»        | 7:12          |
| 7.            | «Another Second to Be»  | 3:19          |
| 8.            | «Walking in the Shadow» | 4:27          |
| 9.            | «Man Enough to Cry»     | 3:14          |
| 10.           | «Stand Tight»           | 4:05          |
| 43:17         |                         |               |

| Бонус-треки 2002 року | Бонус-треки 2002 року              | Бонус-треки 2002 року |
| #                     | Назва                              | Тривалість            |
| --------------------- | ---------------------------------- | --------------------- |
| 1.                    | «Metal Heart» (Live)               | 5:24                  |
| 2.                    | «Screaming for a Love-Bite» (Live) | 4:26                  |
| 53:07                 |                                    |                       |

| Бонус-треки 2014 року | Бонус-треки 2014 року                               | Бонус-треки 2014 року |
| #                     | Назва                                               | Тривалість            |
| --------------------- | --------------------------------------------------- | --------------------- |
| 1.                    | «Neon Nights» (Live, Taken from Staying a Life)     | 8:14                  |
| 2.                    | «Burning» (Live, Taken from Staying a Life)         | 7:29                  |
| 3.                    | «Head Over Heels» (Live, Taken from Staying a Life) | 5:41                  |
| 64:41                 |                                                     |                       |

## Учасники запису
Учасники гурту
- Удо Діркшнайдер — вокал
- Вольф Гоффманн — гітари
- Йорг Фішер — гітара
- Пітер Балтес — бас-гітара
- Штефан Кауфманн — ударні

Продюсуваня
- Міхаель Вагенер — звукоінженер
- Марк Додсон — зведення
- Боб Людвіг — мастеринг у Masterdisk, Нью-Йорк
- Ґабі «Deaffy» Гауке – менеджмент, концепція обкладинки
- Діді Зілл Браво — обкладинка
- Продюсовано і аранжовано Accept для Breeze Music Gmbh

## Чарти
| Чарт                                         | Найвища позиція |
| -------------------------------------------- | --------------- |
| Німеччина German Albums (Media Control)      | 5               |
| Норвегія Norwegian Albums (VG-lista)         | 16              |
| Швеція Swedish Albums (Sverigetopplistan)    | 9               |
| Швейцарія Swiss Albums (Schweizer Hitparade) | 23              |
| Велика Британія UK Albums (OCC)              | 80              |
| США Billboard 200                            | 114             |